# QAnon
QAnon е крайнодясна конспиративна теория, според която обединение на сатанисти педофили управлява световна мрежа за трафик на деца и крои заговор срещу Доналд Тръмп, който от своя страна се бори срещу тях. Според теорията Тръмп също така планира ден на разплатата наречен „The Storm“, в който трябва да бъдат арестувани хиляди членове на мрежата. Нито една част от теорията не се основава на факти. Поддръжниците на QAnon обвиняват много либерални холивудски актьори, политици от демократическата партия и други високопоставени лица като част от мрежата. Те също вярват, че Тръмп е привлякъл Робърт Мюлер за да му помага да разкрият педофилската мрежа и да предотвратят държавен преврат воден от Барак Обама, Хилъри Клинтън и Джордж Сорос.
QAnon се появява като конспиративна теория през октомври 2017 година в анонимния имиджборд 4chan, където преди това се появява и друга подобна теория - Пицагейт. Първоначално изглеждало, че се споделя от единствен анонимен потребител наречен Q, но по-късно се приема, че това са група от хора. Q твърди, че е високопоставен държавен служител, който има достъп до класифицирана информация за администрацията на Тръмп и неговите опоненти в САЩ. Според NBC News трима души са заели оригиналната публикация на Q и са я разпространили в множество медийни платформи, за да изградят интернет култ след себе си.
Привърженици на QAnon започват да се появяват на митингите на кампанията за преизбиране на Тръмп през август 2018 година. Бил Мичъл, разпространител популяризирал QAnon, присъства на „среща на върха на социалните медии“ в Белия дом през юли 2019. Вярващите в QAnon обикновено маркират своите публикации в социалните медии с хаштаг #WWG1WGA, което е съкращение на мотото Where We Go One, We Go All. На предизборно събиране през август 2019 човек, подгряващ тълпата, използва девиза QAnon, но по-късно отрича, че това е референция към QAnon. Това се случва часове след като ФБР публикува доклад, призоваващ QAnon като потенциален източник на вътрешен тероризъм - първият път, когато агенцията дава такава оценка на конспиративна теория. Според анализ, проведен от Media Matters for America, към октомври 2020 Тръмп е подсилвал съобщенията за QAnon поне 258 пъти, като споменавал 150 акаунта в Twitter, свързани с QAnon, понякога няколко пъти на ден. Последователите на QAnon започват да назовават Тръмп като „Q +“.
Броят на привържениците на QAnon не е ясен към октомври 2020, но групата поддържа голям брой онлайн последователи. През юни 2020 Q призова последователите си да положат „виртуална военна клетва“ и мнозина го правят, използвайки хаштага на Twitter #TakeTheOath. През юли 2020 Twitter блокира хиляди свързани с QAnon акаунти и променя алгоритмите си, за да намали разпространението на теорията. Вътрешен анализ на Facebook, обявен през август, открива милиони последователи на теорията в хиляди групи и страници. По-късно същия месец взима мерки за премахване и ограничаване на активността на QAnon, а през октомври заявява, че ще забрани конспиративната теория изцяло в своята платформа. 
Множество криминални инциденти в САЩ са директно обвързани с поддръжници на теорията или повлияни от нея.